# Emanuel Reynoso (labdarúgó, 1995)
Emanuel Reynoso (Córdoba, 1995. november 16. –) argentin labdarúgó, a Talleres de Córdoba középpályása.

## Pályafutása
Reynoso az argentínai Córdoba városában született. Az ifjúsági pályafutását a helyi Talleres de Córdoba akadémiájánál kezdte.
2015-ben mutatkozott be a Talleres de Córdoba felnőtt keretében. 2018-ban a Boca Juniorshoz igazolt. 2020. szeptember 1-jén szerződést kötött az észak-amerikai első osztályban szereplő Minnesota United együttesével. Először a 2020. szeptember 3-ai, Houston Dynamo ellen 3–0-ra elvesztett mérkőzés 71. percében, Ján Greguš cseréjeként lépett pályára. Első gólját 2020. november 9-én, a Dallas ellen hazai pályán 3–0-ás győzelemmel zárult találkozón szerezte meg. 2024 nyarán a mexikói Tijuana szerződtette, majd 2025 februárjában visszatért a Talleres de Córdobához.

## Statisztikák
2022. október 18. szerint
| Klub             | Szezon   | Osztály  | Bajnokság | Bajnokság | Kupa  | Kupa | Nemzetközi | Nemzetközi | Összesen | Összesen |
| Klub             | Szezon   | Osztály  | Meccs     | Gól       | Meccs | Gól  | Meccs      | Gól        | Meccs    | Gól      |
| ---------------- | -------- | -------- | --------- | --------- | ----- | ---- | ---------- | ---------- | -------- | -------- |
| Minnesota United | 2020     | MLS      | 16        | 2         | 0     | 0    | —          | —          | 16       | 2        |
| Minnesota United | 2021     | MLS      | 30        | 5         | 0     | 0    | —          | —          | 30       | 5        |
| Minnesota United | 2022     | MLS      | 30        | 11        | 1     | 1    | —          | —          | 31       | 12       |
| Összesen         | Összesen | Összesen | 76        | 18        | 1     | 1    | 0          | 0          | 77       | 19       |

## Sikerei, díjai
Talleres de Córdoba
- Primera Nacional
  - Győztes, feljutó (1): 2016

- Nemzetközi Szuperkupa
  - Győztes (1): 2024

Boca Juniors
- Liga Profesional
  - Bajnok (2): 2017–18, 2019–20

- Argentin Szuperkupa
  - Győztes (1): 2018
  - Döntős (1): 2017

- Copa Libertadores
  - Ezüstérmes (1): 2018

Egyéni
- MLS All-Stars: 2022